# Phelliactis hertwigi
Phelliactis hertwigi är en havsanemonart som beskrevs av Simon 1892. Phelliactis hertwigi ingår i släktet Phelliactis och familjen Hormathiidae. Inga underarter finns listade i Catalogue of Life.